# Narciso Aviador
Narciso Aviador (1939) é um filme português de Ayres de Aguiar, natural de São Miguel, Açores, filme produzido pela empresa francesa Gray Film. Ayres de Aguiar era produtor e distribuidor em França.
O filme estreou no Cinema Condes, em Lisboa, a 10 de Fevereiro de 1940.

## Ficha técnica
Produção
- Produtora: Gray Film (França)
- País : França
- Ano : 1939
- Formato: 35 mm pb
- Tempo: 100’’

## Sinopse
Para herdar de uma defunta tia, Narciso é obrigado a conquistar o brevet de aviador. Um equívoco colocá-lo-á numa base aérea onde, apesar de ser como é, se tornará um ás das asas, com direito ao dinheiro e ao amor da filha do sargento-mor. (cit. * José de Matos-Cruz em Cais do Olhar).
Realização
- Realizador: Ayres de Aguiar
- Argumento: Carl Lamac

## Ficha artística
- Rellys – Narciso
- Maurice Rolland – Rosine
- Claude May – Josette
- Gabriello – sargento-mor